# Marie Luise von Degenfeld
Luise von Degenfeld (Strasburgo, 28 novembre 1634 – Mannheim, 18 marzo 1677) fu la seconda e moglie morganatica di Carlo I Luigi, elettore palatino. Creata Raugräfin von der Pfalz ("contessa di terre disabitate o incolte") nel 1667, ebbe tredici figli di Carlo Luigi, ognuno dei quali conosciuti come "raugravi" del Palatinato.
Nata Maria Susanne Luise von Degenfeld a Strasburgo nel Sacro Romano Impero, era la figlia di un barone Martin Christopher von Degenfeld. Nel 1650 è arrivò come domestica della casa di Carlo I Luigi del Palatinato. Egli era il secondogenito di Federico V, il "re d'inverno", e della principessa Elisabetta di Scozia, figlia di Giacomo I d'Inghilterra e nipote di Maria Stuarda, regina di Scozia.
Luise attirò l'attenzione di Carlo I Luigi e si sposarono nel 1658, dopo il divorziò unilaterale dalla moglie, Carlotta d'Assia-Kassel. A Luise fu dato il titolo unico di raugravina del Palatinato (Raugräfin von der Pfalz, legato al titolo di contessa, ma che implicava giurisdizione su terre disabitate), e i loro figli furono conosciuti come i raugravi e raugravine del Palatinato.
Ebbero in totale tredici figli, otto dei quali sopravvissero all'infanzia. L'unica dei suoi figli a sposarsi e ad avere figli fu la raugravina Caroline, che sposò Meinhardt Schomberg, III duca di Schomberg. Quattro dei figli di Luise rimasero uccisi in battaglia, un altro figlio fu ucciso in un duello.
Morì a Mannheim.

## Figli
Luise sposò Carlo I Luigi, elettore palatino, nato il 22 dicembre 1617, il 6 gennaio 1658 a Schwetzingen. I loro figli furono:
- Karl Ludwig (15 ottobre 1658 - 12 agosto 1688), ucciso in azione;
- Karoline Elisabeth (19 novembre 1659 - 28 giugno 1696), sposò Meinhardt Schomberg, III duca di Schomberg ed ebbero quattro figli incluso Frederica Mildmay, contessa di Mértola;
- Luise (26 gennaio 1661 - 6 febbraio 1733);
- Ludwig (nato e morto il 19 febbraio 1662);
- Amalie Elisabeth (1º aprile 1663 – 13 luglio 1709)
- Georg Ludwig (30 marzo 1664 – 20 luglio 1665);
- Friederike (7 luglio 1665 – 7 agosto 1674);
- Friedrich Wilhelm (25 novembre 1666 – 29 luglio 1667);
- Karl Eduard (19 maggio 1668 – 2 gennaio 1690);
- Sophie (nata e morta nel 1669);
- Karl Moritz (9 gennaio 1671 – 13 giugno 1702);
- Karl August (19 ottobre 1672 – 20 settembre 1691), ucciso in azione;
- Karl Casimir (1º maggio 1675 – 28 aprile 1691), ucciso in azione;